# Волков, Николай Васильевич (Герой Советского Союза)
Николай Васильевич Волков (1914—1943) — сержант Рабоче-крестьянской Красной Армии, участник Великой Отечественной войны, Герой Советского Союза (1944).

## Биография
Родился в 1914 году в деревне Новотроицкое (ныне — Мариинский район Кемеровской области) в крестьянской семье. Окончил шесть классов школы. С 16 лет Волков работал электрослесарем на шахте «Центральная» в Кемерово. С 1932 года он работал на строительстве Новокузнецкого металлургического комбината, однако из-за болезни вернулся в Кемерово. Работал на Кемеровском металлургическом комбинате, овладел профессиями электросварщика, электрослесаря и кузнеца. Несколько раз откомандировывался на строительство железнодорожного моста через Томь. 
В 1941 году был призван на службу в Рабоче-крестьянскую Красную Армию. С этого же года — на фронтах Великой Отечественной войны. В 1942 году он вступил в ВКП(б). К октябрю 1943 года сержант Николай Волков командовал пулемётным расчётом 936-го стрелкового полка 254-й стрелковой дивизии 52-й армии Воронежского фронта. Отличился во время битвы за Днепр.
1 октября 1943 года, несмотря на массированный пулемётный и миномётный огонь противника, переправился на рыбацкой лодке через Днепр к северо-западу от Черкасс. Отразив несколько контратак противника, расчёт под командованием Николая Волкова обеспечил тем самым успех переправы через реку всего полка. 17 ноября 1943 года, оставшись единственным из расчёта, был тяжело ранен, но не покинул поля боя и, продолжая вести огонь, скончался от потери крови. Похоронен в братской могиле в селе Дахновка в черте Черкасс.
Указом Президиума Верховного Совета СССР «О присвоении звания Героя Советского Союза офицерскому, сержантскому и рядовому составу Красной Армии» от 22 февраля 1944 года за «образцовое выполнение боевых заданий командования при форсировании реки Днепр, развитие боевых успехов на правом берегу реки и проявленные при этом отвагу и геройство» был удостоен посмертно высокого звания Героя Советского Союза. Также был награждён орденами Ленина и Красной Звезды, и медалью.